# 毛枝五针松
毛枝五针松（学名：Pinus wangii）为松科松属的植物，为中国的特有植物。分布在中国大陆的云南等地，生长于海拔500米至1,800米的地区，多生于石灰岩山坡，目前已由人工引种栽培。

## 别名
云南五针松（中国树木分类学），滇南松（经济植物手册）